# 쿠나데마두간디 특구

쿠나데마두간디 특구의 위치

쿠나데마두간디 특구(스페인어: Kuna de Madugandí)는 파나마의 원주민 특구로 면적은 2,318.8km2, 인구는 4,350명(2010년 기준)이다. 1996년 파나마 주에서 분리되어 신설되었다.
쿠나네마두간디 특구는 24개 법에 의해 만들어졌다.